# Данфорт (Іллінойс)
Данфорт (англ. Danforth) — селище (англ. village) в США, в окрузі Іроквай штату Іллінойс. Населення — 594 особи (2020).

## Географія
Данфорт розташований за координатами 40°49′19″ пн. ш. 87°58′40″ зх. д. / 40.82194° пн. ш. 87.97778° зх. д. (40.821973, -87.977860).  За даними Бюро перепису населення США в 2010 році селище мало площу 1,21 км², уся площа — суходіл.

## Демографія
Згідно з переписом 2010 року, у селищі мешкали 604 особи в 215 домогосподарствах у складі 127 родин. Густота населення становила 500 осіб/км².  Було 237 помешкань (196/км²).
Расовий склад населення:
| - 97,0 % — білих - 0,3 % — азіатів - 0,2 % — корінних американців - 1,0 % — осіб інших рас |

До двох чи більше рас належало 1,5 %. Частка іспаномовних становила 5,5 % від усіх жителів.
За віковим діапазоном населення розподілялося таким чином: 23,7 % — особи молодші 18 років, 50,1 % — особи у віці 18—64 років, 26,2 % — особи у віці 65 років та старші. Медіана віку мешканця становила 43,0 року. На 100 осіб жіночої статі у селищі припадало 76,6 чоловіків;  на 100 жінок у віці від 18 років та старших — 67,0 чоловіків також старших 18 років.
Середній дохід на одне домашнє господарство  становив 55 943 долари США (медіана — 51 250), а середній дохід на одну сім'ю — 68 284 долари (медіана — 71 250). Медіана доходів становила 46 042 долари для чоловіків та 41 250 доларів для жінок. За межею бідності перебувало 14,4 % осіб, у тому числі 10,4 % дітей у віці до 18 років та 8,1 % осіб у віці 65 років та старших.
Цивільне працевлаштоване населення становило 232 особи. Основні галузі зайнятості: освіта, охорона здоров'я та соціальна допомога — 31,9 %, сільське господарство, лісництво, риболовля — 12,1 %, виробництво — 10,3 %.